# 加蓬经济
加蓬经济的特点是与法国联系紧密，依靠大量的外国投资，依赖外国成熟劳动力，农业衰退。 加蓬享有人均收入是撒哈拉以南非洲大多数国家的四倍，其对资源开采业的依赖使大部分人口摆脱了极端贫困。